# Velika Erpenja
Velika Erpenja – wieś w Chorwacji, w żupanii krapińsko-zagorskiej, w gminie Veliko Trgovišće. W 2011 roku liczyła 111 mieszkańców.